# Old River Control System

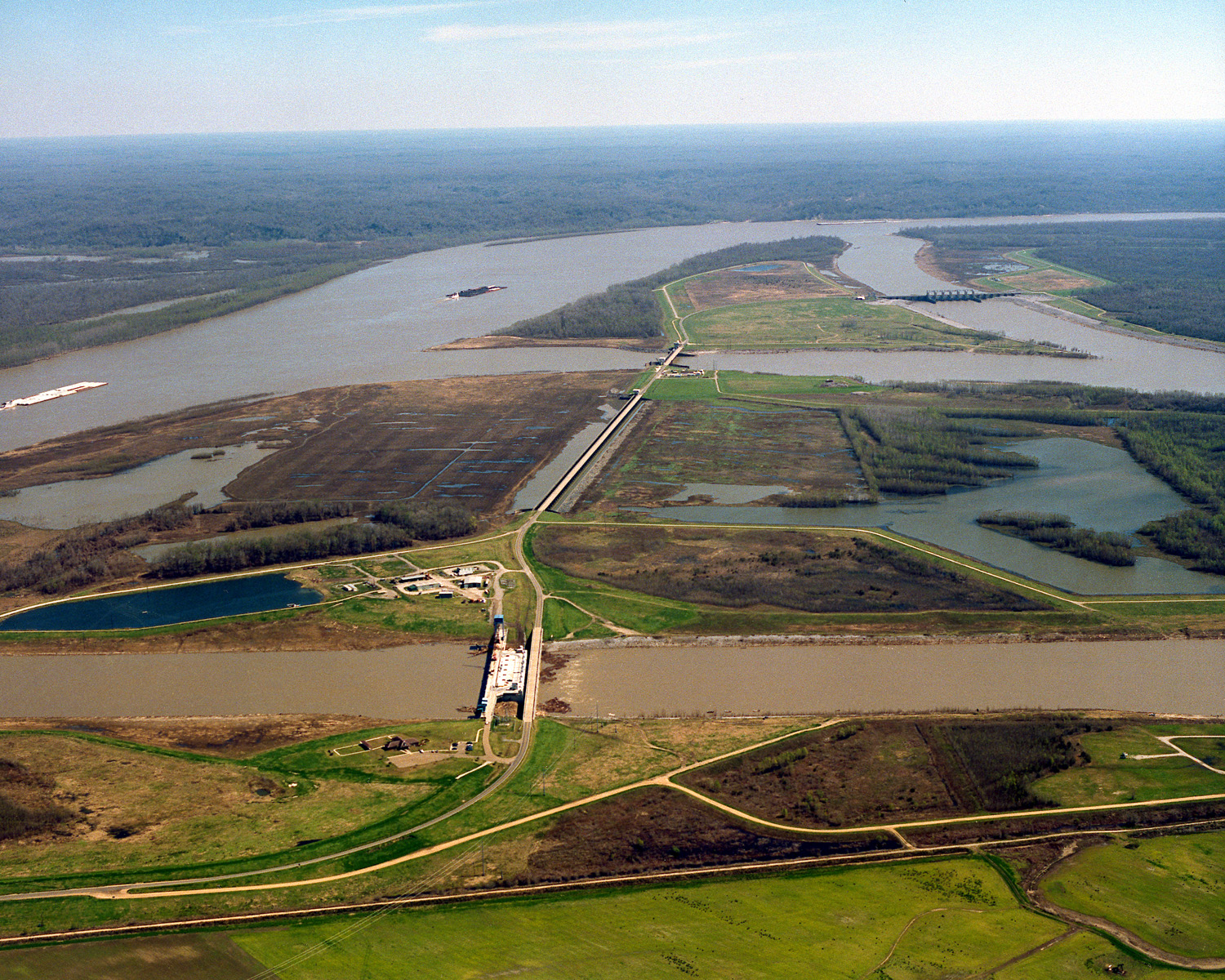
Zicht op de Mississippi links stroomafwaarts van links naar rechtsachter op de foto, met centraal het Old River Control System en rechts het kanaal van Old River

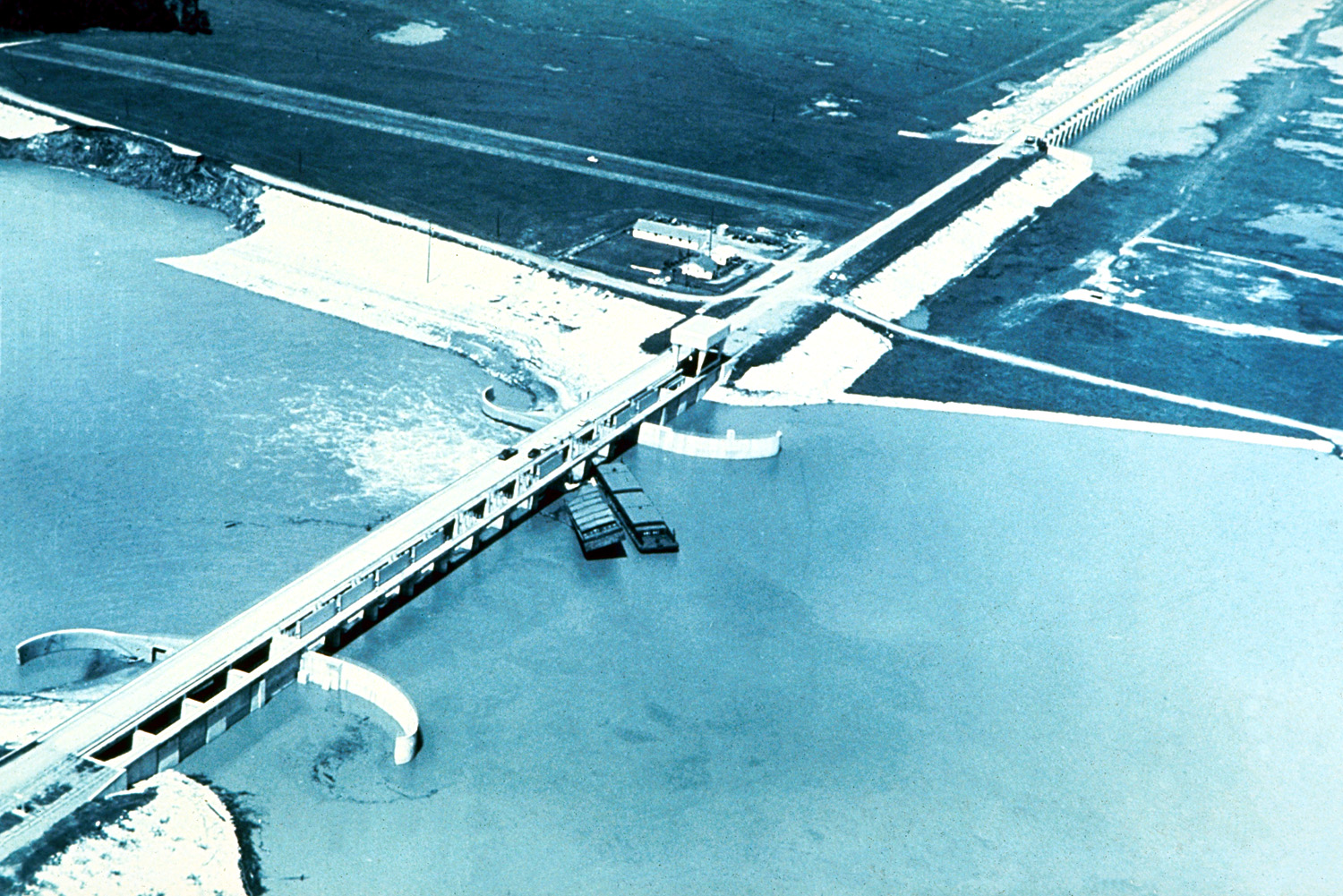
Een boot beschadigt de stuwen van de United Stated Army Corps of Engineers

Het Old River Control System is een Amerikaans waterbouwwerk uit 1963 met stuwen beheerd door de United States Army Corps of Engineers dat het debiet van de Mississippi regelt.  
Het complex ligt ten noorden van Simmesport in het uiterst noorden van de staat Louisiana.  Historisch vloeide de Red River of the South hier in de Mississippi die van hier via meerdere beddingen in de deltamonding zijn weg zocht naar de Golf van Mexico.  In de geschiedenis is de Mississippi meermaals geswitchd van zijn huidige gecontroleerde loop in de delta naar de loop van de Atchafalaya River en terug.  Een dergelijke evolutie wordt evenwel nu niet meer wenselijk geacht.  
Door avulsie, de kracht en het debiet van de Mississippi zou, indien niet gecontroleerd door dammen en stuwen, de Mississippi zich een weg banen langs de bedding van de Atchafalaya om zo de golf van Mexico te bereiken en zo delta switching tot stand brengen.  Dit zou rampzalig zijn voor de uiterst belangrijke en grote haven van South Louisiana en de steden Baton Rouge en New Orleans.  Anderzijds is een gecontroleerd debiet van de Mississippi belangrijk voor het vermijden van overstromingen in de deltamonding.
Door de aanleg van het Old River Control System is de wederzijdse bevloeiing van deze rivieren en stromen evenwel onderbroken.  Tegenwoordig voedt de Red River de Atchafalaya River die hier ontstaat.  De Old River, een 11 km lange gekanaliseerde rivierbedding, die Red River, Atchafalaya River en Mississippi met mekaar verbindt, wordt gebruikt om 30% van het debiet van het Mississippi-Missouri-bekken langs de Atchafalaya te laten afvloeien.  Deze verdeling van debiet is in de Verenigde Staten zelfs bij wet vastgelegd.  Bij hoog of laag debiet kan dit bij het Old River Control System aangepast worden, of kan de noodoverlaat van de Morganza Spillway gebruikt worden om de Mississippi bijkomend te ontlasten.